# Droga ekspresowa R4 (Słowacja)
Droga ekspresowa R4 (słow. rýchlostná cesta R4) – projektowana droga ekspresowa we wschodniej Słowacji. Poprowadzi od granicy z Polską (S19) do granicy z Węgrami (M30) przez Preszów i Koszyce. Długość ok. 93 km (135 km razem z D1 i R2).
Na odcinku o długości 27,5 km między Preszowem a Koszycami przebiega razem z autostradą D1 (19,7 km ukończone, 7,8 km w realizacji).
We wschodniej i południowej części Koszyc na odcinku ok. 15 km przebiega razem z drogą ekspresową R2 (1,1 km w realizacji, ok. 14 km w przygotowaniu)
Odcinki zbudowane (oprócz wspólnych z D1 i R2):
- obwodnica miasta Svidník, (Ladomirová – Svidník-juh)  - 4,573 km - jedna jezdnia, 1/2 profilu docelowego
- Koszyce – Milhosť, granica Słowacko/Węgierska - 14,2 km

Odcinki w budowie:
- Preszów, północna obwodnica etap 1 (Preszów północ - Preszów zachód, połączenie z autostradą D1) – 4,3 km. Planowane ukończenie - 03.2023[4]

Odcinki w przygotowaniu:
- Preszów, północna obwodnica etap 2 (Kapušany – Preszów północ) – 10,2 km. Rozpoczęcie budowy w 2020 roku.

Pozostałe odcinki - termin realizacji 2023-2030